# アメリカ合衆国下院議長
アメリカ合衆国下院議長（アメリカがっしゅうこくかいんぎちょう、英語: Speaker of the United States House of Representatives）は、アメリカ合衆国下院の議長。
下院議長は大統領権限継承順位について、副大統領兼上院議長に次ぐ第2位にあり、第3位の上院仮議長より上席である。このため下院議長は、大統領が万が一執務不能に陥った際、副大統領が欠けている、あるいは副大統領も揃って執務不能に陥った場合には大統領権限を継承することになる極めて重要なポストである。イギリスの庶民院（下院）議長などとは異なり、アメリカの下院議長は通常自ら議事を主宰・進行することはせず、自身の所属する政党の他の議員にその任務を委託する。下院と多数派政党の代表者に関わる任務以外に、管理的および手続に関する機能も遂行し、またその選挙区の代表でもあり続ける。

## 選出
下院議長はアメリカ合衆国議会の新しい会期初日に選出される。下院書記官が点呼投票を取り仕切り、順番に指名点呼された各議員が投票先を宣言していく。点呼に対して「出席」（present）と答えて棄権することもできる。慣例上、棄権を除く票数の過半数を得た候補がいない場合は投票をやり直す。過半数票を得て当選した候補は、下院議員の中で最も議員歴の長い者、下院長老 (Dean of the House) の媒介で宣誓就任する。
アメリカ合衆国憲法には、下院議長が現職下院議員でなければならないという規定はなく、非議員への投票も有効票として記録されるが、これまで選出された下院議長は全て現職議員であった。実際には多数党と少数党の両会派でそれぞれ指名する自会派所属議員に対してほとんどの議員が投票し、多数党会派の指名候補が当選することになる。
現代のやり方では、通常下院議員選挙から2、3週間後には多数党の指名候補が内定して誰が新しい下院議長になるか明らかになっている。下院議員は所属する政党の候補者に投票すると考えられている。そうしない場合は、通常所属政党の他の誰か、あるいは「現職」に投票する。他の政党の候補者に投票することは大変重大な問題として扱われる。例えば、2001年の下院議長選挙で民主党のジム・トラフィカントが共和党のデニス・ハスタートに投票したとき、民主党はトラフィカントの序列を剥奪した。

## 解任
2023年1月9日に下院規則が改正され、下院議長解任動議の提出に必要な人数が1人に引き下げられた。これは、前年の中間選挙において僅差で多数党を奪還した共和党内で、実質的なキャスティングボートを握っていた保守強硬派がケビン・マッカーシー院内総務の議長就任を認める条件としてマッカーシーに要求したものであった。それから9ヶ月後の10月2日、マッカーシーが政府閉鎖を回避するため超党派で暫定的な予算案を通過させたことに反発した共和党保守強硬派のマット・ゲーツ議員がマッカーシーを議長から解任する動議を提出、翌3日に行われた採決では民主党だけでなく共和党からも8人が造反して賛成に回り、賛成216票、反対210票で動議は可決されマッカーシーは議長就任から僅か9ヶ月足らずで議長の任を解かれる事となった。これが米下院における議長解任の唯一の事例である。

## 歴史
初代下院議長はフレデリック・ミューレンバーグであり、連邦議会最初の4会期で連邦党員として選出された。しかし、当初の下院議長は大変影響力のある役職ではなく、ヘンリー・クレイが就任（1811年-1814年、1815年-1820年、および1823年-1825年）して変わった。クレイはその多くの前任者達とは対照的に、幾つかの議論に参加し、支持する手段を成立させるために影響力を使った。例えば、米英戦争の宣戦布告やクレイの「アメリカ・システム」に関わる様々な法律がそうだった。さらには、1824年アメリカ合衆国大統領選挙でどの候補者も選挙人選挙の過半数を取れなかったとき、大統領は下院で選出されることになった。下院議長のクレイは最大多数を得ていたアンドルー・ジャクソンの代わりにジョン・クィンシー・アダムズへの支持を表明し、それによってアダムズの当選を確実にした。1825年にクレイが議長職を引退した後、再度下院議長の権限は減退した。しかし、それと同時に下院議長選挙は激しいものになっていった。南北戦争が近付くと、幾つかの会派がそれぞれ候補者を指名し、しばしばどの候補者も過半数を獲得するのが難しくなった。例えば1855年とさらに1859年、下院議長の指名争いは落ち着くまでに2ヶ月間も続いた。下院議長の任期は大変短くなる傾向があった。例えば、1839年から1863年の間に、11人の下院議長が存在し、1期を超えて務めた者は1人だけだった。

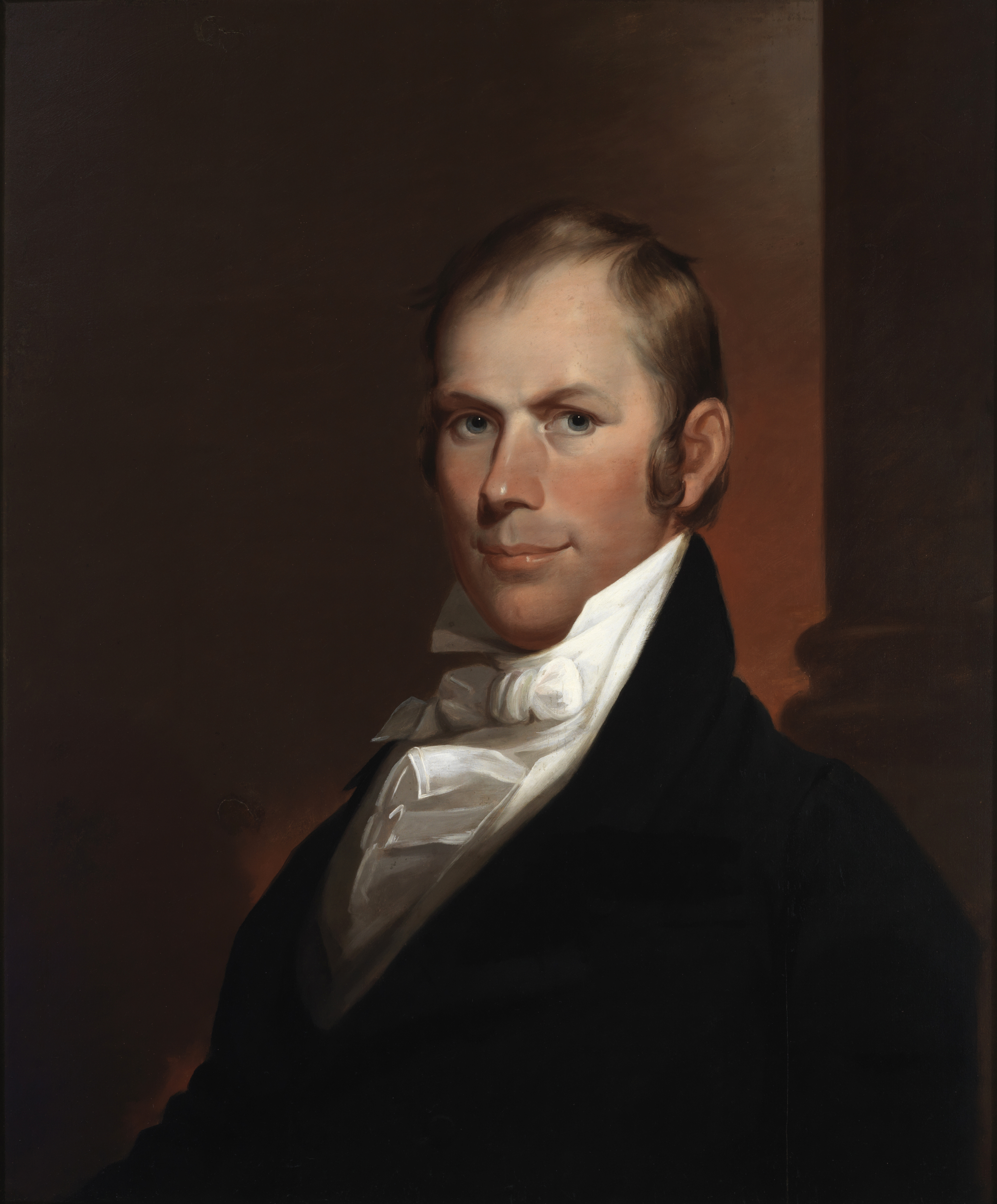
ヘンリー・クレイはその下院議長としての影響力を駆使して好む手段の成立を確実にした。

19世紀の終わり近くなって、下院議長職は大変強力なものに変わり始めた。下院議長の権限の最も重要な源泉は議院運営委員会委員長職を兼ねたことであり、この委員会は1880年にその仕組みが作られた後は、下院の中でも最も強力な位置にある委員会となった。さらに、何人かの下院議長は所属政党の中で指導的人物となった。例えば、民主党のサミュエル・J・ランドール、ジョン・グリフィン・カーライルおよび、チャールズ・フレデリック・クリスプ、共和党ではジェイムズ・G・ブレイン、トマス・ブラケット・リードおよびジョーゼフ・ガーニー・キャノンがいた。
下院議長の権限は、共和党のトマス・ブラケット・リードの任期（1889年-1891年および1895年-1899年）の間に大きく強化された。リードはその敵対者から「リード皇帝」とも呼ばれており、特に「消滅する定足数」と呼ばれる戦術に対抗することで、少数党による法案の妨害を終わらせようとした。動議に関する採決を拒否することで、少数党は定足数が満たされないようにすることができ、採決結果は無効になった。しかし、リードは議場にいるが投票を拒んだ者も定足数を決定するときに勘定に入れられると宣言した。リードはこのことや他の規則を通じて、民主党が共和党の議事日程を妨害できないようにした。下院議長職は共和党のジョーゼフ・ガーニー・キャノンの任期（1903年-1911年）でその最高点に達した。キャノンは法案成立の過程を異常なくらい統制した。下院の議事日程を決定し、全委員会の委員を指名し、委員長を選択し、議院運営委員会を主宰し、またどの委員会がどの法案を審議するかを決定した。共和党の提案が下院を通過することを確実にするために、活発にその権限を使った。しかし1910年、民主党と共和党の不満分子何人かが結託し、下院議長から委員会委員を指名することや議院運営委員会委員長を含め多くの権限を奪った。この役職の失われた影響力全てではないが、その多くは15年以上後の下院議長ニコラス・ロングワースが復活させた。

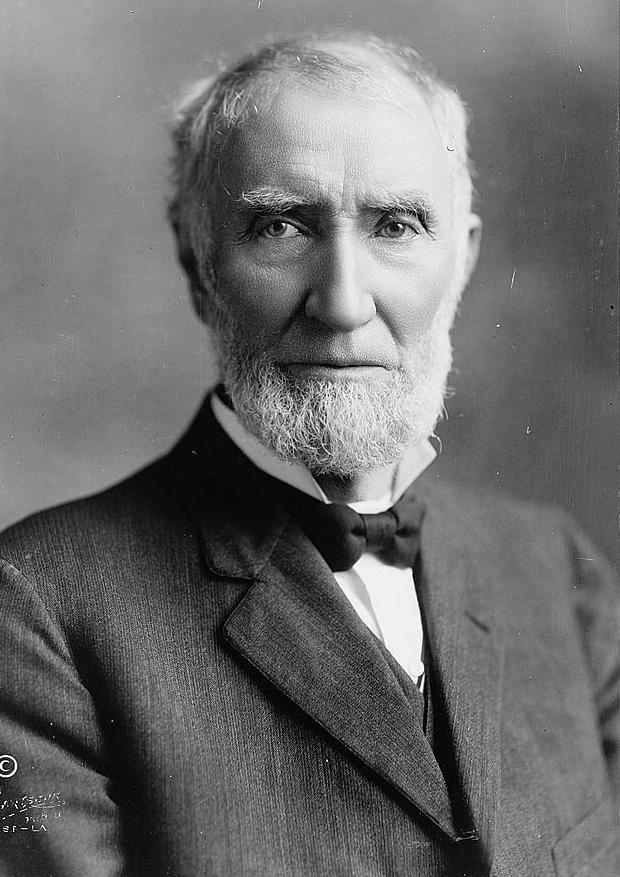
ジョーゼフ・ガーニー・キャノンは、下院史上最も強力な下院議長だと考えられることが多い

20世紀半ば、歴史上でも最大級の影響力を持った下院議長は民主党のサム・レイバーンだった。レイバーンは歴史の中でも最も長期間下院議長職にあった者であり、1940年-1947年、1949年-1953年、および1955年-1961年を務めた。多くの法案の形成に貢献し、下院委員会には背後で静かに働きかけた。フランクリン・ルーズベルトとハリー・S・トルーマン各大統領が提唱する幾つかの国内政策や海外援助計画成立を確実にすることにも貢献した。レイバーンの後継者、民主党のジョン・ウィリアム・マコーマック（1962年-1971年）は幾分影響力の薄い下院議長だったが、これは民主党の若手議員の間にあった不満が特別な原因になった。1970年代半ば、民主党のカール・アルバートの下で下院議長の権限は再び大きくなった。議院運営委員会は1910年の改革以来そうであった半独立的委員会であることを止めた。その代わりに、再度党指導層の武器になった。さらに1975年、下院議長は議院運営委員会の委員過半数を指名する権限を認められた。一方、委員長の権限は抑えられ、下院議長の相対的影響力を増すことになった。
アルバートの後継者、民主党のティップ・オニールはロナルド・レーガン大統領の政策に公然と反対したことで著名な下院議長となった。オニールは中断なく下院議長を務めた期間（1977年-1987年）では最長となった。オニールはレーガンの国内計画や防衛費に異議を唱えた。共和党員は1980年と1982年の選挙運動でオニールをその標的にした。それでも民主党はどちらの選挙も多数派を維持できた。党の役割は1994年に逆になった。共和党は40年間少数派に甘んじた後、下院多数派を奪い返した。共和党の下院議長ニュート・ギングリッチは、常にビル・クリントン大統領と対決した。特にギングリッチの掲げる「アメリカとの契約」が争いの元だった。ギングリッチは共和党が1998年の議会選挙で敗北し、わずかに多数派を守った時に失脚し、その後継者デニス・ハスタートはかなり目立たない役割を演じた。2006年中間選挙で民主党が下院の多数派となった。2007年1月4日に招集された第110議会でナンシー・ペロシが下院議長になり、初めての女性議長となった。ペロシは2019年1月13日に下院議長に再任された。

## 著名な議長選挙

### 1839年
歴史を振り返ると、1839年の議長選挙のように幾つかの議論の多い下院議長選挙が行われた。1839年の場合、議会は12月2日に招集されたが、「ブロードシール（州章）戦争」と呼ばれるニュージャージー州での選挙論争のために12月14日まで下院議長選挙を始められなかった。2つの競争関係にある議員団、1つはホイッグ党でもう1つは民主党がニュージャージー州政府の異なる部門から選出されたと証明されていた。問題は、論争の結果がホイッグ党と民主党のどちらが多数派を握るかを決めることになるために複雑だった。どちらの党も敵対する党の代表団が出席している時に下院議長の選挙を認めようとはしなかった。最終的に選挙からどちらの代表団も外すことになり、下院議長は12月17日に選出された。

### 1855年
また、1855年の第34議会ではさらに長い戦いが起こった。ホイッグ党は奴隷制への賛否をめぐる内部対立によって党勢が凋落し、設立されたばかりの共和党はまだ十分に浸透しておらず、元ホイッグ党員の奴隷制反対派を中心とするグループは民主党政権への反対を強調するため反対党を称して立候補した。選挙の結果、反対党が下院の最大党となり、議員数234に対し、反対党100、民主党83、およびアメリカ党（ノウ・ナッシング党）51となった。ノウ・ナッシング党のために、反対党も民主党もその候補者が過半数を得られなかった。妥協のために反対党がノウ・ナッシング党の非主流派であるナサニエル・バンクスに投票することで決着したが、バンクスの選出までに下院史上最多の133回の投票が繰り返された。バンクスの選出により、反対党とノウ・ナッシング党の両会派（後に共和党も参加）で多数党会派を形成することとなり、これは合衆国議会両院で初めて連立体制ができた例となった。下院は第36期、第37期および第38期でも同じような板挟みに陥った。これらの会期で選ばれた3人の下院議長は、皮肉なことに以前のブロードシール戦争の議論でホイッグ党の代表団を証明したニュージャージー州知事のウィリアム・ペニントン、次がガルーシャ・A・グロウ、最後はユリシーズ・グラント政権で副大統領になったスカイラー・コルファクスだった。

### 1917年
1917年、3人の進歩党とその他の党の単一議員がそれぞれの候補者に投票したために、共和党と民主党のどちらの候補者も過半票を得られなかった。共和党は下院で最大党派だったが進歩党の支持のためにジェイムズ・クラークが下院議長に留まった。

### 1931年
1931年、共和党と民主党の議員数はどちらも217人となり、ミネソタ農夫労働者党の1人がどちらに投票するかを決める者となった。農夫労働者党は最終的に民主党候補者ジョン・ナンス・ガーナーに投票し、ナンスは後にフランクリン・ルーズベルト政権の副大統領になった。

### 1999年
最近の下院議長選出で注目すべきは1999年のものだった。1998年の総選挙で共和党の成績が揮わなかったことを広く責められたニュート・ギングリッチ議長は再選を求めず、下院からの引退を宣言した。その予想された後継者は歳出委員会委員長のボブ・リビングストンであり、共和党大会でも反対無く候補指名を受けた。しかし、リビングストンはビル・クリントンのセクハラ裁判でその偽証を公に批判していた者だったが、自身が不倫に関わっていたことが暴露された後で突然下院議員を辞職した。その結果、次席のデニス・ハスタートが下院議長に選ばれて務めることになった。

### 2007年

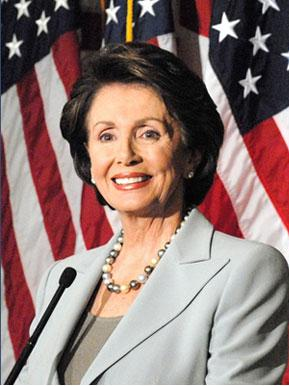
ナンシー・ペロシ

2006年11月16日、当時下院民主党院内総務だったナンシー・ペロシが次の下院議長になるべく民主党から選ばれた。第110議会は2007年1月4日に招集され、ペロシは共和党候補者ジョン・ベイナーと争い、233対202の票決で第60代下院議長に選出された。ペロシは下院議長に選ばれた最初の女性であり、当然ながらアメリカ合衆国大統領の承継順位第2位にあった。第111議会でも再選され、第112議会で民主党が多数党の地位を失うまで2期務めた。

### 2023年
2023年1月3日、アメリカ合衆国第118議会の開会に伴い下院議長選挙が行われた。本来であれば、中間選挙で多数党を奪還した共和党の院内総務ケビン・マッカーシーが議長に選出されるはずであった。ところが、19名の共和党強硬派がマッカーシーへの投票を拒否し、その結果1923年以来100年ぶりに1回目の投票で下院議長が決まらないという異例の事態となった。その後も投票が繰り返されたが、およそ21名の強硬派は他の共和党候補への投票を続けた。投票の間に、強硬派への説得や交渉が何度も行われ、結局1月7日未明に行われた15回目の投票でようやく、マッカーシーが棄権6票と欠員1を除く有効票428票の過半数となる216票を獲得し、下院議長に選出された。ただし、在籍議員434名の過半数の票獲得には至らなかった。
このとき民主党会派は、上下両院および民主/共和両党通じて黒人として初の会派のトップとなるハキーム・ジェフリーズを対抗候補に推し、マッカーシーの議長当選によりジェフリーズは少数党院内総務となっている。

### 複数回の投票が行われた選挙
初回投票で過半数獲得者がなく投票が繰り返された選挙は、2023年まで16回ある 。
| 議会      | 投票期間                    | 投票回数 | 当選した議長                   | 党派             |
| --------- | --------------------------- | -------- | ------------------------------ | ---------------- |
| 第3議会   | 1793年12月2日               | 3        | フレデリック・ミューレンバーグ | 民主共和党       |
| 第6議会   | 1799年12月2日               | 2        | セオドア・セジウィック         | 連邦党           |
| 第9議会   | 1805年12月2日               | 3        | ナサニエル・メイカン           | 民主共和党       |
| 第11議会  | 1809年5月22日               | 2        | ジョセフ・バーナム             | 民主共和党       |
| 第16議会  | 1820年11月13日 -15日        | 22       | ジョン・W・テイラー            | 民主共和党       |
| 第17議会  | 1821年12月3日 -4日          | 12       | フィリップ・バーバー           | 民主共和党       |
| 第19議会  | 1825年12月5日               | 2        | ジョン・W・テイラー            | 国民共和党       |
| 第23議会  | 1834年6月2日                | 10       | ジョン・ベル                   | 民主党           |
| 第26議会  | 1839年12月14日 -16日        | 11       | ロバート・ハンター             | ホイッグ党       |
| 第30議会  | 1847年12月6日               | 3        | ロバート・ウィンスロップ       | ホイッグ党       |
| 第31議会  | 1849年12月3日 -22日         | 63       | ハウエル・コブ                 | 民主党           |
| 第34議会  | 1855年12月3日 -1856年2月2日 | 133      | ナサニエル・バンクス           | ノウ・ナッシング |
| 第36議会  | 1859年12月5日 -1860年2月1日 | 44       | ウィリアム・ペニントン         | 共和党           |
| 第68議会  | 1923年12月3日 -5日          | 9        | フレドリック・ジレット         | 共和党           |
| 第118議会 | 2023年1月3日 -7日           | 15       | ケビン・マッカーシー           | 共和党           |
| 第118議会 | 2023年10月17日 -25日        | 4        | マイク・ジョンソン             | 共和党           |

## 党派の役割
アメリカ合衆国憲法では下院議長の政治的役割を規定していない。しかし歴史的経過を経て、この役職ははっきりと党派的役割と解釈されるようになり、厳密に非党派的な立場で議事を宰領するイギリス庶民院議長や、党派に属するものの裁量権の乏しい合衆国上院仮議長とは対照的な立場となっている。アメリカ合衆国の下院議長は伝統的に下院多数党会派の事実上のトップであり、多数党院内総務は会派の事実上のナンバー2となる。しかし、下院議長は通常議事に参加しない（参加する権利はある）し、議場で投票することは滅多にない。
下院議長は多数党が支持する法案を成立させる義務を、多数党会派に対して負っている。この目標を達成するために、下院議長はいつ各法案を議題にするかを決定する権限を使っても良い。多数党の下院運営委員会も宰領する。
下院議長と大統領が同じ党に属するとき、下院議長は通常多数党指導者としてそれほど顕著な役割を果たさない。例えば、デニス・ハスタートは同じ共和党のジョージ・W・ブッシュ大統領の任期中、重要性の大変低い役割となった。一方下院議長と大統領が対立する政党に属するとき、下院議長の公的役割と影響力は増大する。下院議長は反対党の最高位にある者であり、通常大統領の議題にとって主要な公的対立者である。最近の例としてロナルド・レーガン大統領の国内および防衛政策についてうるさい反対者だったティップ・オニール、国内政策の統制についてビル・クリントンと激しく争ったニュート・ギングリッチ、および国内政策やイラク戦争でジョージ・W・ブッシュと衝突したナンシー・ペロシが挙げられる。

## 主宰職

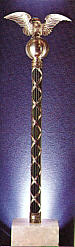
議長権限の象徴である職杖

下院議長は下院を主宰する役職者として様々な権限があるが、通常は多数党の他の議員にそれらを委託する。議長は議員を臨時議長（Speaker pro tempore， 仮議長とも訳す）に指名し下院を主宰させることができる。重要な議論があるとき、臨時議長は宰領の能力故に選ばれた多数党の古参議員となるのが通常である。その他の場合、より若手の議員が宰領を任されて下院の規則や手続に関する経験を積むようにされている。議長は特別の目的で臨時議長を指名することもできる。例えば、長い休暇の間には、ワシントンD.C.に近い選挙区選出の議員が成立した法案に署名するために臨時議長に指名される。
議長席にあって本会議を主宰する役職者は何時も「ミスター・スピーカー」あるいは「マダム・スピーカー」と呼ばれ、これは議長が自ら主宰していないときでも同じである。本会議を全院委員会に切り替えるに際して、議長は1人の議員を全院委員長に指名し、全院委員長またはその指名する代行者は本会議場の議長席にあって議事を司る。全院委員長に限らず、委員長およびその代行者は「ミスター・チェアマン」あるいは「マダム・チェアウーマン」と呼ばれ、各々の委員会を主宰する。議員は発言に際して議長席の議事主宰者（議長、臨時議長、委員長、委員長代行）の許可を求めなければならない。議事主宰者は、発言を許可するか否かの裁定によって議論の流れを制御できる。議事主宰者はあらゆる議事進行上の裁定を下すことができるが、議場に対して諮っても良い。議長は下院における秩序を維持する責任があり、守衛官に命じ、議員その他の者に対して規則に従うことを強制する権限もある。
下院議長の権限と義務は議場を主宰すること以外にも及んでいる。特に議長は委員会の進行に強い影響力を持っている。また、多数党会派の承認を得て、議院運営委員会委員13人のうち9人を選出することになっている（残り4人は少数党指導層が選ぶ）。さらに、特別委員会や協議委員会の全委員を指名している。また法案が提出されたとき、どの委員会でそれを検討するかを決定する。議長は議員として議論と投票に参加できる資格がある。しかし、慣習的には特別な事情が或る場合を除きそれは行わない。通常その1票が決着を付けることになるとき、および非常に重要な問題（憲法修正など）にのみ実行する。

## その他の機能
議会の両院合同会議や合同集会が下院議場で開催されるので、下院議長は、アメリカ合衆国憲法修正第12条で規定される上院議長が選挙人選挙票を開票し大統領当選者を宣言するために招集される合同会議を主宰する場合を除き、合同会議や集会を全て主宰する（修正第12条では、「上院議長は上下両院の前で選挙人票の証明書全てを開票する」と明確に規定している）。
下院議長はさらに、下院の役職者、すなわち下院書記官、守衛官、最高総務責任者および下院付き牧師を監督する責任がある。牧師を除きこれら役職者を解任できる。下院議長は下院歴史官と法務顧問を指名し、また下院多数党院内総務および少数党院内総務と共に下院監察長官を指名する。
下院議長は1947年の大統領承継法により、大統領権限継承順位は副大統領に次ぐ第2位となっている。その後には、第3位が上院仮議長、第4位が国務長官、以下連邦政府各省の長官と続く。
今日まで大統領継承法の適用により下院議長が大統領代行になった例はない。しかし1973年10月10日にスピロ・アグニュー副大統領がメリーランド州知事時代の脱税と収賄容疑で起訴が確実になったことを受けて辞任すると、これと平行して背後関係の究明が進んでいたウォーターゲート事件でリチャード・ニクソン大統領も早晩辞任に追い込まれることが必至とみられていたことから、民主党のカール・アルバート下院議長の大統領代行就任が現実味を帯びる一幕があった。実際にはアグニューの辞任後ニクソンは直ちに議会関係者と後任副大統領人事の協議に入り、2日後にはアルバートらの強い勧めで共和党下院院内総務のジェラルド・フォードを憲法修正第25条にもとづく後任副大統領に指名、上下両院の承認を経て2か月弱後の12月6日にはフォードの副大統領就任にこぎ着けたことから、そうした事態は避けられた。それでもアメリカ政府は下院議長の継承順位を重視しており、2001年9月11日のアメリカ同時多発テロ事件の直後から2011年に至るおよそ10年間は、下院議長が選挙地盤その他へ公務で移動する際にも大統領・副大統領同様に空軍差し回しの専用機が使われている。憲法修正第25条により大統領が職務遂行不能になった場合、あるいは職務遂行が再開できるようになった場合に、大統領がその旨を報告しなければならない対象者も下院議長と上院仮議長の両者となっている。